# Batu Galing
Batu Galing is een bestuurslaag in het regentschap Rejang Lebong van de provincie Bengkulu, Indonesië. Batu Galing telt 2881 inwoners (volkstelling 2010).